# Hope Davis
Hope Davis (sinh ngày 23/3/1964) là nữ diễn viên người Mỹ. Cô từng nhận được 2 đề cử giải Emmy. Năm 2016, cô vào vai Maria Stark trong Captain America: Civil War.